# Yreka
Yreka è una località degli Stati Uniti d'America, capoluogo della contea di Siskiyou, nello Stato della California.